# Pinocchio (série de televisão)
Pinocchio (hangul: 피노키오; rr: Pinokio) é uma telenovela sul-coreana, estrelada por Lee Jong-suk e Park Shin-hye.  Composta por 20 episódios, estreou na SBS em 12 novembro de 2014 e foi transmitida todas as quartas e quintas-feiras às 21:55.

## Enredo
É 2000, e Ki Ha-myung leva uma vida feliz com seus pais e seu irmão mais velho, Jae-myung, até que seu pai, Ki Ho-sang, o capitão de uma equipe de bombeiro, morre na explosão de uma fábrica durante uma tentativa de resgate, junto com seus companheiros. No entanto, o corpo de Ho-san não é encontrado e diversas especulações começam a surgir. Em uma batalha pela maior audiência, a fria e calculista repórter da MSC Song Cha-ok alega que Ho-sang sobreviveu a explosão e que está se escondendo, por ser responsável pela morte de sua equipe. Isso faz com que a família Ki se torne exposta pela mídia e, consequentemente, menosprezada e excluída da sociedade. Devido a isso, a mãe de Ha-myung tenta matar ela e seu filho mais novo pulando de um penhasco, e Jae-myung culpa a mídia pela morte dos dois, particularmente Cha-ok.
Porém, Ha-myung está vivo, tendo sido resgatado na água por Choi Gong-pil, um idoso gentil que vive na Ilha Hyangri. Gong-pil, que talvez tenha doença de Alzheimer ou perda de memória por causa de algum acidente, acredita que Ha-myung é seu filho mais velho, Choi Dal-po, que morreu há 30 anos. Ha-myung, que não tem mais ninguém no mundo, começa a tratar Gong-pil como seu pai. Assim, Gong-pil oficialmente adota Ha-myung, agora chamado Dal-po, e o coloca no registro da família como seu filho mais velho. Então, cinco meses depois, quando Gong-pil e sua filha mais nova, Choi Dal-pyung, se mudam para a ilha de Choi In-ha, eles são surpreendidos quando o idoso diz para eles tratarem um garotinho como "irmão mais velho" e "tio", respectivamente. In-ha sofre da síndrome de Pinóquio e isso faz com que ela soluce toda vez que conta uma mentira. Ela idolatra sua mãe e odeia viver na ilha após o divórcio de seus pais. Dal-po  e In-ha acabam se tornando amigos, até que Dal-po descobre que a mãe de In-ha é Song Cha-ok.
Cinco anos depois, Dal-po e In-ha são estudantes e colegas do ensino médio em 2005. Dal-po, que é realmente um gênio, finge ser burro (como o real Dal-po) e tira zero em todos os testes. Apesar de ter uma boa aparência, suas roupas velhas e seu corte de cabelo estilo tigela fazem com ele passe despercebido e ninguém acaba lhe dando a devida atenção, enquanto In-ha é a garota mais popular da escola. Dal-po secretamente gosta de In-ha e é forçado a se juntar a uma programa de perguntas da televisão para evitar que um admirador confesse seu amor por ela em rede nacional e, depois, para protegê-la de perder uma aposta. No estúdio de televisão, ele rebate as críticas do produtor Hwang Gyo-dong, que era um repórter da YGN e um dos rivais de Cha-ok, mas mudou de carreira após o que aconteceu com a família Ki.
Em busca da verdade, In-ha e Dal-po mais tarde se tornam repórteres novatos em uma rede de televisão. Entre os seus colegas estão Seo Bum-jo, que vem de uma família chaebol rica e Yoon Yoo-rae, que além de ser uma fã que persegue seus ídolos, é obcecada e determinada em seu trabalho.

## Elenco
Protagonistas
- Lee Jong-suk como Choi Dal-po/Ki Ha-myung[11][12][13]
  - Nam Da-reum como Ha-myung/Dal-po jovem

Ki Ha-myung decide esquecer seu passado e começar uma nova vida após ser resgatado por Choi Gong-pil, que o adota com o nome Dal-po e o considera o seu filho mais velho já falecido. Assim, Dal-po esconde sua inteligência e lembranças do passado para se tornar o seu filho. Seus sentimentos por In-ha sempre estiveram em conflito com o ódio que sentia pela mãe dela. Depois de anos trabalhando como motorista de táxi, ele decide se tornar um repórter para provar a repórter Song Cha-ok que a sua família é inocente e mostrar o que um verdadeiro repórter é. Assim, Dal-po logo percebe que um repórter deve lutar constantemente pela ideia de justiça e verdade, em um mundo onde todo mundo quer esconder os fatos.
- Park Shin-hye como Choi In-ha[14][15][16][17]
  - Noh Jung-ui como In-ha jovem

Enquanto a maioria das pessoas que possuem a Síndrome do Pinóquio se escondem do mundo e levam a sua vida cuidadosamente, In-ha faz completamente o oposto disso. Ela é bastante direta, não se importando em dizer coisas dolorosas e embaraçosas, pois acredita que isso é o certo. In-ha é bastante teimosa e possui uma personalidade forte. Ela decide se tornar uma repórter, pois acha que as notícias devem ser verdadeiras e essa profissão também a aproximaria da sua mãe, a repórter Song Cha-ok. No começo, achava o "tio" Dal-po bastante frio e anti social, mas, eventualmente, In-ha descobre o coração nobre que ele possui por debaixo da sua indiferença e decide aceitá-lo em sua família. Conforme ela cresce, seus sentimentos por Dal-po aumentam.
- Kim Young-kwang como Seo Beom-jo[18]

Vindo de uma família chaebol rica, Beom-jo sempre teve o que queria. Por viver em um ambiente bastante confortável com sua mãe coruja, sua vida era sem graça até que ele começou a receber mensagens de uma garota chamada In-ha. As mensagens não eram para ele, porém elas o deixavam intrigado, eventualmente despertando o interesse de conhecer aquela garota. Assim, ele abandonou seu trabalho como editor de uma revista de moda e se juntou a In-ha para se tornar uma repórter. Embora ele inicialmente tenha decidido se tornar um repórter para se aproximar de In-ha, ele rapidamente descobre o poder dos meios de comunicação e vai a procura da verdade.
- Lee Yu-bi como Yoon Yoo-rae

Estúdio da YGN
- Lee Pil-mo como Hwang Gyo-dong
- Min Sung-wook como Jang Hyun-kyu
- Kang Shin-il como Lee Young-tak
- Jo Deok-hyun como Jo Won-gu
- Choo Soo-hyun como Im Jae-hwan

Estúdio da MSC
- Jin Kyung como Song Cha-ok
- Kim Kwang-kyu como Kim Gong-joo
- Kim Young-hoon como Lee Il-joo
- Im Byung-ki como Yeon Doo-young
- Yoon Seo-hyun como Lee Joo-ho

Família
- Byun Hee-bong como Choi Gong-pil
- Shin Jung-geun como Choi Dal-pyung
- Kim Hae-sook como Park Rosa
- Yoon Kyun-sang como Ki Jae-myung
  - Shin Jae-ha como Jae-myung jovem
- Jung In-gi como Ki Ho-sang, pai de Ha-myung
- Jang Young-nam como mãe de Ha-myung

Outros
- Lee Joo-seung como Ahn Chan-soo
- Park Soo-young como Jung Gi-bong
- Yoon Jin-young como bombeiro
- Yeom Dong-hyun como supervisor de fábrica
- Choi Jong-hoon como operário de fábrica
- Kim Young-joon como menino do bairro com Síndrome de Pinóquio
- Ahn Sun-young como redator de rede de televisão
- Woo Hyun como professor da sala de Dal-po
- Im Do-yoon como Go Ji-hee
- Lee Jung-soo como andarilho perdido
- Hong Hyun-hee como professor Yoon

Aparições especiais
- Im Sung-hoon como apresentador (ep 1-2)
- Jang Gwang como estudante (ep 2)
- Jung Woong-in como Min Joon-gook (ep 2)
- Jang Hang-joon como Diretor (ep 2)
- Lee Bo-young como voz do GPS do carro (ep 3)

## Produção
A série reuniu o ator Lee Jong-suk com o roteirista Park Hye-ryun e o diretor Jo Soo-won, que tinham trabalhado juntos há um ano em I Can Hear Your Voice (2013).

## Recepção
| Episódio # | Data de transmissão    | Título do Episódio          | Audiência média | Audiência média              | Audiência média | Audiência média              |
| Episódio # | Data de transmissão    | Título do Episódio          | TNmS Ratings    | TNmS Ratings                 | AGB Nielsen     | AGB Nielsen                  |
| Episódio # | Data de transmissão    | Título do Episódio          | Em todo o país  | Região Metropolitana de Seul | Em todo o país  | Região Metropolitana de Seul |
| ---------- | ---------------------- | --------------------------- | --------------- | ---------------------------- | --------------- | ---------------------------- |
| 1          | 12 de novembro de 2014 | Pinóquio                    | 7.8%            | 9.9%                         | 7.8%            | 8.4%                         |
| 2          | 13 de novembro de 2014 | O Patinho Feio              | 10.6%           | 12.8%                        | 9.8%            | 10.8%                        |
| 3          | 19 de novembro de 2014 | A Rainha da Neve            | 9.4%            | 10.9%                        | 9.4%            | 10.9%                        |
| 4          | 20 de novembro de 2014 | Romeu e Julieta             | 10.6%           | 12.8%                        | 10.4%           | 11.8%                        |
| 5          | 26 de novembro de 2014 | O Rei Tem Orelhas de Burro  | 9.2%            | 11.6%                        | 10.2%           | 12.2%                        |
| 6          | 27 de novembro de 2014 | Dois Anos de Férias         | 11%             | 14.1%                        | 10.4%           | 12.1%                        |
| 7          | 3 de dezembro de 2014  | O Sapo no Poço              | 8.9%            | 11.3%                        | 8.7%            | 9.6%                         |
| 8          | 4 de dezembro de 2014  | Um Dia de Sorte             | 10.8%           | 12.7%                        | 10.2%           | 11.4%                        |
| 9          | 10 de dezembro de 2014 | O Flautista de Hamelin      | 9.2%            | 11.1%                        | 10.1%           | 11.9%                        |
| 10         | 11 de dezembro de 2014 | Pedro e o Lobo              | 10.8            | 13.2                         | 10.7%           | 12.3%                        |
| 11         | 17 de dezembro de 2014 | Sonho de Uma Noite de Verão | 11.1%           | 13.3%                        | 10.4%           | 11.6%                        |
| 12         | 18 de dezembro de 2014 | A Flauta Mágica             | 11.3%           | 13.5%                        | 9.7%            | 10.9%                        |
| 13         | 24 de dezembro de 2014 | O Presente dos Magos        | 10.4%           | 12.2%                        | 9.8%            | 11.1%                        |
| 14         | 25 de dezembro de 2014 | Hansel e Gretel             | 11.6%           | 13.3%                        | 10.8%           | 11.7%                        |
| 15         | 1 de janeiro de 2015   | Dom Quixote                 | 13.3%           | 15.6%                        | 12.9%           | 14.6%                        |
| 16         | 7 de janeiro de 2015   | A Roupa Nova do Rei         | 12.9%           | 15.7%                        | 11.8%           | 14%                          |
| 17         | 8 de janeiro de 2015   | A Letra Escarlate           | 12.7% )         | 15.1%                        | 12.9%           | 15.2%                        |
| 18         | 14 de janeiro de 2015  | Os Sapatinhos Vermelhos     | 12.6%           | 16.0%                        | 11.9%           | 13.3%                        |
| 19         | 14 de janeiro de 2015  | O Vento Norte e o Sol       | 12.1%           | 15.5%                        | 11.3%           | 12.1%                        |
| 20         | 15 de janeiro de 2015  | Peter Pan                   | 13.6%           | 16.7%                        | 13.3%           | 15.1%                        |
| Média      | Média                  | Média                       | 11.0%           | 13.4%                        | 10.6%           | 12.1%                        |

## Trilha Sonora
| Part. 1        |                                    |                    |         |  |
| N.º            | Título                             | Artista            | Duração |  |
| 1.             | "First Love" (첫사랑; Cheossarang) | Tiger JK com Punch | 3:20    |  |
| 2.             | "First Love" (instrumental)        |                    | 3:20    |  |
| Duração total: | Duração total:                     | Duração total:     | 6:40    |  |

| Part. 2        |                                 |                |         |  |
| N.º            | Título                          | Artista        | Duração |  |
| 1.             | "Pinocchio" (피노키오; Pinokio) | Roy Kim        | 3:33    |  |
| 2.             | "Pinocchio" (instrumental)      |                | 3:33    |  |
| Duração total: | Duração total:                  | Duração total: | 7:06    |  |

| Part. 3        |                |                  |         |  |
| N.º            | Título         | Artista          | Duração |  |
| 1.             | "Non Fiction"  | Every Single Day | 4:24    |  |
| 2.             | "Challenge"    | Every Single Day | 3:26    |  |
| 3.             | "My Story"     | Every Single Day | 3:22    |  |
| Duração total: | Duração total: | Duração total:   | 11:12   |  |

| Part. 4        |                                  |                |         |  |
| N.º            | Título                           | Artista        | Duração |  |
| 1.             | "Love Like Snow" (사랑은 눈처럼) | Park Shin-hye  | 3:19    |  |
| 2.             | "Love Like Snow" (instrumental)  |                | 3:19    |  |
| Duração total: | Duração total:                   | Duração total: | 6:38    |  |

| Part. 5        |                                   |                |         |  |
| N.º            | Título                            | Artista        | Duração |  |
| 1.             | "The Only Person" (하나뿐인 사람) | K.Will         | 3:20    |  |
| 2.             | "The Only Person" (instrumental)  |                | 3:20    |  |
| Duração total: | Duração total:                    | Duração total: | 6:40    |  |

| Part. 6 |                          |         |         |  |
| N.º     | Título                   | Artista | Duração |  |
| 1.      | "Kiss Me"                | Zion.T  | 03:09   |  |
| 2.      | "Kiss Me" (instrumental) |         | 03:09   |  |

| Part. 7 |                                   |         |         |  |
| N.º     | Título                            | Artista | Duração |  |
| 1.      | "Passionate to Me" (뜨겁게 나를)  | Younha  | 03:49   |  |
| 2.      | "Passionate to Me" (instrumental) |         | 03:49   |  |

| Part. 8 |                                 |              |         |  |
| N.º     | Título                          | Artista      | Duração |  |
| 1.      | "You're The One" (그대 하나로)  | Kim Bo-kyung | 03:35   |  |
| 2.      | "You're The One" (instrumental) |              | 03:35   |  |

| Artista              | Título                            | Melhores posições   | Vendas   | Álbum         |
| Artista              | Título                            | Gaon Download Chart | Vendas   | Álbum         |
| -------------------- | --------------------------------- | ------------------- | -------- | ------------- |
| Tiger JK (com Punch) | "First Love" (첫사랑)             | 39                  | 55,364+  | Pinocchio OST |
| Roy Kim              | "Pinocchio" (피노키오)            | 23                  | 282,539+ | Pinocchio OST |
| K.Will               | "The Only Person" (하나뿐인 사람) | 7                   | 224,813+ | Pinocchio OST |
| Zion.T               | "Kiss Me"                         | 23                  | 62,009+  | Pinocchio OST |
| Younha               | "Passionate To Me" (뜨겁게 나를)  | 6                   | 96,215+  | Pinocchio OST |
| Kim Bo-kyung         | "You're The One" (그대 하나로)    | 43                  | 43,570+  | Pinocchio OST |

## Prêmios e indicações
| Ano  | Prêmio             | Categoria                                | Indicado                     | Resultado |
| ---- | ------------------ | ---------------------------------------- | ---------------------------- | --------- |
| 2014 | 27th Grimae Awards | Melhor Ator                              | Lee Jong-suk                 | Venceu    |
| 2014 | SBS Drama Awards   | Melhor Casal                             | Lee Jong-suk e Park Shin-hye | Venceu    |
| 2014 | SBS Drama Awards   | Prêmio Especial da SBS                   | Lee Jong-suk                 | Venceu    |
| 2014 | SBS Drama Awards   | Prêmio Top Excelência                    | Lee Jong-suk                 | Indicado  |
| 2014 | SBS Drama Awards   | Prêmio Top Excelência                    | Park Shin-hye                | Venceu    |
| 2014 | SBS Drama Awards   | Top 10 Estrelas                          | Lee Jong-suk                 | Venceu    |
| 2014 | SBS Drama Awards   | Top 10 Estrelas                          | Park Shin-hye                | Venceu    |
| 2014 | SBS Drama Awards   | Prêmio de Nova Estrela                   | Kim Young-kwang              | Venceu    |
| 2014 | SBS Drama Awards   | Prêmio de Nova Estrela                   | Lee Yu-bi                    | Venceu    |
| 2014 | SBS Drama Awards   | Prêmio de Popularidade pelos Internautas | Lee Jong-suk                 | Indicado  |
| 2014 | SBS Drama Awards   | Prêmio de Popularidade pelos Internautas | Park Shin-hye                | Indicado  |

## Transmissão internacional
Os direitos de transmissão on-line foram vendidos para Youku Tudou, a um preço recorde de US$280,000 por episódio, tornando-se o drama coreano mais caro a ser vendido na China. O recorde anterior pertencia a My Lovely Girl, com um preço de US$200,000 por episódio. Pinocchio também se tornou a palavra mais pesquisada em vários sites da China.